# Angustictis
Angustictis — вимерлий рід хижих, що жив у Німеччині (3 колекції). Рід містить такі види: Angustictis mayri.